# جون ميتشل (ناشط إيرلندي)
جون ميتشل (3 نوفمبر 1815 - 20 مارس 1875) ناشط قومي أيرلندي بروتستانتي، ومؤلف، وصحفي سياسي. في سنوات المجاعة في أربعينيات القرن التاسع عشر، كان كاتبًا رائدًا في جريدة ذا نيشن التي أصدرتها مجموعة أيرلندا الشابة المنشقة عن جمعية الإلغاء لدانيال أوكونل، الاتحاد الأيرلندي. بصفته محررًا لصحيفته الخاصة، ذا آريشمان، في عام 1848، حُكم على ميتشل بالترحيل الجزائي لمدة 14 عامًا، وهي عقوبة لدفاعه عن برنامج جيمس فينتان لالور للمقاومة المنسقة لابتزاز أصحاب العقارات واستمرار شحن المحاصيل إلى إنجلترا.
من المثير للجدل بالنسبة للتقاليد الجمهورية اعتبار ميتشل، على حد تعبير بادريك بيرس، رسولًا «شرسًا» و«ساميًا» للقومية الأيرلندية، في المنفى الأمريكي الذي هرب إليه عام 1853، وكان ميتشل مؤيدًا لا هوادة فيه للرق من المناصرين للقضية الانفصالية الجنوبية. في العام الذي توفي فيه، 1875، انتخِب ميتشل مرتين في البرلمان البريطاني من تيبيراري ضمن برنامج حركة الحكم الداخلي الأيرلندي، وحقوق المستأجر، والتعليم المجاني، وحُرم مرتين من مقعده باعتباره مجرمًا مدانًا.

## ذا نيشن

### نجاح توماس ديفيس
بدأ ميتشل في الكتابة في ذا نيشن في فبراير 1843. شارك في تأليف الافتتاحية مع توماس ديفيس، «الكاثوليك المناهضين لأيرلندا»، وتبنى ترويج ديفيس للغة الأيرلندية والتقاليد الغيلية باعتبارها أساسًا غير طائفي للقومية الأيرلندية المشتركة. ومع ذلك، لم يشارك ميتشل معاداة ديفيس لرجال الدين، ورفض دعم ديفيس بينما كان يسعى إلى عكس معارضة أوكونل لعلمانية الحكومة، أو كما اقترح أوكونل مشروع قانون الكليات «الملحد». 
أصر ميتشل على أن الحكومة، ومع إدراكها أن ذلك قد يتسبب في حدوث انشقاق، قدمت مشروع قانونها الخاص بالتعليم العالي غير الديني لتقسيم الحركة الوطنية. لكنه جادل أيضًا بأن الدين جزء لا يتجزأ من التعليم، «أن جميع موضوعات المعرفة البشرية والتكهنات (باستثناء العلم المجرد) -والتاريخ في معظم الأحوال- يُنظر إليها بالضرورة إما من وجهة نظر كاثوليكية أو بروتستانتية، ولا يمكن فهمها أو تصورها على الإطلاق إذا نُظر إليها من أي منهما، أو من كليهما». بالنسبة لميتشل، لم يكن القصد من القومية الثقافية القائمة على التراث الغيلي الأيرلندي إزاحة التقاليد الدينية بل العمل على أرضية مشتركة بينهما.
عندما توفي ديفيس في سبتمبر 1845 بشكل غير متوقع من الحمى القرمزية، طلب دافي من ميتشل الانضمام إلى ذا نيشن ككاتب مقالات افتتاحية. ترك مهنته القانونية في نيوري، وأحضر زوجته وأطفاله للعيش في دبلن، واستقر في النهاية في راثماينز. على مدى العامين التاليين، كتب ميتشل مقالات ومراجعات سياسية وتاريخية لذا نيشن. استعرض خطب جون فيلبوت كوران، وكتيب بقلم إسحاق بات عن حماية الصناعة المنزلية، وعصر بيت وفوكس، وفيما بعد عن الشعراء والمسرحين في أيرلندا، حرره دينيس فلورنس ماك كارثي (4 أبريل 1846)، والتاريخ الصناعي للأمم الحرة، بقلم تورينس ماكولا، والأب ميهان كاتب الاتحاد الكيلكيني (8 أغسطس 1846).

### التصدي للمجاعة
ألقى ميتشل باللوم على الإنجليز في المجاعة. كتب: «لقد أرسل القدير آفة البطاطس، لكن الإنجليز خلقوا المجاعة... وقُتل مليون ونصف من الرجال والنساء والأطفال بعناية وحكمة وسلام على يد الحكومة الإنجليزية».
في 25 أكتوبر 1845، في مقال بعنوان «طعام الشعب»، أشار ميتشل إلى فشل محصول البطاطس، وحذر أصحاب العقارات من ملاحقة المستأجرين من أجل الإيجارات لأن ذلك سيجبرهم على بيع محاصيلهم الأخرى وبالتالي معاناتهم من الجوع. في 8 نوفمبر، كتب في «المحققون»، «بدأ الناس يخشون أن تكون الحكومة الأيرلندية مجرد آلة لتدميرهم؛... أنها غير قادرة، أو غير راغبة، في اتخاذ خطوة واحدة لمنع المجاعة، أو لتشجيع المصنوعات، أو توفير مجالات الصناعة، ولا تنشط إلا في الترويج لصناعة الجرائم الرهيبة، بأقساط ومكافآت مرتفعة!».
في 14 فبراير 1846، كتب ميتشل مرة أخرى عن عواقب خسائر محصول البطاطس في الخريف السابق، وأدان رد الحكومة غير الكافي، وتساءل عما إذا كانت قد أدركت أن ملايين الأشخاص في أيرلندا لن يكون لديهم ما يأكلونه قريبًا. في 28 فبراير، لاحظ أن مشروع قانون الإكراه، الذي مر عبر مجلس اللوردات، كان «النوع الوحيد من التشريع في أيرلندا الذي من المؤكد أنه لن يواجه أي عوائق في ذلك المجلس». على الرغم من اختلافهم حول إطعام الشعب الأيرلندي، فإن الشيء الوحيد الذي اتفقت عليه جميع الأطراف الإنجليزية هو «سياسة فرض الضرائب عليهم ومقاضاتهم وتدميرهم».

في مقال عن «القاعدة الإنجليزية» في 7 مارس 1846، كتب ميتشل:
يتوقع الأيرلنديون حدوث مجاعة يومًا بعد يوم... وينسبونها بالإجماع، إلى سياسة إنجلترا الجشعة والقاسية، ويبرؤون السماء مما هم فيه. إنهم يرون طعامهم البائس يتبخر في فساد من على وجه الأرض، ويرون سفنًا ثقيلة الوزن، محملة بالذرة الصفراء، زرعتها أيديهم وحصدتها، تبحر إلى إنجلترا؛ ويرافق طعامهم وحبوبهم لعناتهم.

### لالور والاستراحة مع أوكونل
في يونيو 1846، عاد اليمينيون، الذين عمل معهم أوكونل ضد وزارة المحافظ روبرت بيل، إلى مناصبهم في عهد اللورد جون راسل. استشهدوا بمذاهب عدم التدخل الجديدة «الاقتصاد السياسي»، وشرعوا على الفور في تفكيك جهود بيل المحدودة، ولكن العملية، لتزويد أيرلندا بالإغاثة الغذائية. ناشد أوكونل للدفاع عن بلاده من قاعة مجلس العموم: «هي بين يديك –تحت سلطتك. إذا لم تنقذها، فلن تستطيع إنقاذ نفسها. سوف يموت ربع سكانها ما لم يغيثهم البرلمان». بناءً على نصيحة أطبائه، ذهب أوكونل، الرجل المحطم، إلى القارة حيث توفي في مايو 1847 في طريقه إلى روما.
في الأشهر التي سبقت وفاة أوكونل، عمم دافي رسائل وردت من جيمس فينتان لالور جادل فيها بأن الاستقلال لا يمكن تحقيقه إلا في صراع شعبي من أجل الأرض. بينما عرض لالور أن يبدأ هذا بحملة لحجب الإيجار، اقترح أنه قد يلزم المزيد. كانت أجزاء من البلاد بالفعل في حالة شبه تمرد. هاجم المتآمرون المستأجرين، وفقًا لتقليد وايتبويز وريبونمِن، خوادم العمليات، وأخافوا وكلاء الأرض، وقاوموا عمليات الإخلاء. نصح لالور بعدم حدوث انتفاضة عامة: فقد اعتقد أن الناس لا يستطيعون الصمود ضد حامية الجيش البريطاني في أيرلندا.
بعد أن تخلى عن الآمال التي كان قد استمتع بها مع دافي في أن الملاك قد يتجمعون من أجل الإلغاء، وعلى الرغم من أن أفكاره الخاصة بالإصلاح الزراعي امتدت إلى أبعد من حق المستأجر، تبنى ميتشل رؤية لالور للتحريض الزراعي باعتبارها طليعة النضال الوطني. عندما لاحظت مجلة لندن ستاندرد أن السكك الحديدية الأيرلندية الجديدة يمكن استخدامها لنقل القوات لقمع الاضطرابات الزراعية بسرعة، رد ميتشل بأن المسارات يمكن تحويلها إلى حواجز والقطارات إلى كمائن. نأى أوكونل بنفسه علنًا عن ذا نيشن، وبدا للبعض أنه يعرض دافي، كمحرر، للمحاكمة. في القضية التي تلت ذلك، دافع ميتشل بنجاح عن دافي في المحكمة. أصر أوكونل وابنه جون على الضغط على هذه القضية. بسبب تهديدهم باستقالاتهم، اتخذوا قرارًا في جمعية الإلغاء يعلن أنه لا يوجد مبرر لأي أمة تحت أي ظرف من الظروف تأكيد حرياتها بقوة السلاح.
انسحب التجمع حول ذا نيشن الذي اتخذه أوكونل ليطلق عليه اسم «أيرلندا الشابة»، في إشارة إلى إيطاليا الفتية المعادية لرجال الدين والمتمردين من جوزيبي مازيني، من جمعية الإلغاء. في يناير 1847، شكلوا أنفسهم من جديد باسم الاتحاد الأيرلندي مع التخلي، على حد تعبير مايكل دوهيني، عن الهدف وهو «استقلال الأمة الأيرلندية» «فليس هناك وسيلة لتحقيق هذه الغاية، إلا ما يتعارض مع الشرف والأخلاق والعقل». سرعان ما انفصل ميتشل عن حلفائه لعدم قدرته على تأمين تصريح لصالح سياسة لالور في بناء حملة مقاومة حول شكاوى المستأجرين.